# James Monroe Building
James Monroe Building je neboder koji se nalazi u Richmondu, glavnom gradu američke savezne države Virginije. Zgrada je dovršena 1981. godine te su neki planovi o nadogradnji bili ukinuti. Razlog tome bila je recesija s početka 1980-ih koja je spriječila izgradnju dva tornja iznad parkirne garaže na sjeveru zgrade.
Sa 137 metara visine, James Monroe Building je od svojeg otvaranja pa do 2007. bio najviša zgrada u Virginiji. Nakon toga ga je nadmašio hotel Westin Virginia Beach Town Center u Virginia Beachu. Međutim, zgrada je još i danas najviša u Richmondu.